# (23192) Caysvesterby
(23192) Caysvesterby est un astéroïde de la ceinture principale d'astéroïdes.

## Description
(23192) Caysvesterby est un astéroïde de la ceinture principale d'astéroïdes. Il fut découvert le 25 août 2000 à Socorro (Nouveau-Mexique) par le projet LINEAR. Il présente une orbite caractérisée par un demi-grand axe de 2,99 UA, une excentricité de 0,02 et une inclinaison de 8,7° par rapport à l'écliptique.

## Compléments